# Vichuquén El Alamo Airport
Vichuquén El Alamo Airport är en flygplats i Chile.   Den ligger i provinsen Provincia de Curicó och regionen Región del Maule, i den södra delen av landet, 200 km sydväst om huvudstaden Santiago de Chile. Vichuquén El Alamo Airport ligger 26 meter över havet. Den ligger vid sjön Laguna Vichuquén.
Terrängen runt Vichuquén El Alamo Airport är huvudsakligen lite kuperad. Vichuquén El Alamo Airport ligger nere i en dal. Runt Vichuquén El Alamo Airport är det glesbefolkat, med 13 invånare per kvadratkilometer.. 
I omgivningarna runt Vichuquén El Alamo Airport växer i huvudsak städsegrön lövskog.